# تفكير نوعي
إن التفكير النوعي (QR) هو مجال البحث في الذكاء الاصطناعي (AI) الذي يعمل على التفكير بالـعقل أوتوماتيكيًا حول الجوانب المستمرة من العالم المادي، مثل الفضاء والوقت والكمية بغرض حل المشكلات والتخطيط باستخدام المعلومات النوعية بدلاً من الكمية. ويتم تجنب القيم العددية أو الكميات ويتم استخدام القيم النوعية بدلاً منها (مثل، ارتفاع وانخفاض وصفر ويرتفع وينخفض، وما إلى ذلك).

## الغرض
يخلق التفكير النوعي أوصافًا غير عددية للأنظمة المادية وسلوكها، مما يحافظ على الخصائص السلوكية المهمة والرفوق النوعية. إن الهدف من البحث المنطقي النوعي هو تطوير أساليب التمثيل والتفكير التي تمكن برامج الكمبيوتر من التفكير في سلوك الأنظمة المادية، دون الحاجة إلى معلومات كمية دقيقة. ومثال على ذلك هو ملاحظة الأمطار الغزيرة وارتفاع منسوب المياه بشكل مطرد في أحد الأنهار، مما يقدم معلومات كافية لاتخاذ إجراء تجاه الفيضانات المحتملة دون معرفة المستوى الدقيق للمياه أو معدل التغير أو الوقت الذي قد يفيض فيه النهر.

## المبادئ
يحفز الاستعراف البشري المبادئ المستخدمة.
تشمل مبادئ التفكير النوعي ما يلي:
- قيم منفصلة
  - تمثل كميات مستمرة باستخدام كيانات منفصلة للتفكير
  - مثال: بدلاً من استخدام قيم عددية لمعدل التغيير، يتم النظر في ما إذا كان يزداد أو يقل أو يظل ثابتًا
- قيم ذات صلة
  - اختيار القيم النوعية بناءً على الصلة بالمهمة
  - مثال: إذا كانت درجة الحرارة متغيرة، فقد تكون نقطة الغليان مهمة؛ ولكن إذا كانت درجة الحرارة ثابتة، فقد تكون نقطة الغليان لا أهمية لها
- قيم أو نتائج غامضة
  - بدلاً من تقديم إجابة واحدة، تقدم مجموعة من الأجوبة
  - مثال: بدلاً من حساب مستوى رقمي أو كمية المياه، تقدم إجابتين: منخفض أو صفر
- نمذجة إحدى العمليات
  - تمثيل الحالات
  - تمثيل التحولات بين الحالات
  - للكميات، تحديد معالم واستخدام منطق عدم المساواة
  - مثال:
إذا كانت درجة حرارة الماء أقل من درجة الغليان، فيكون مستوى المياه ثابتًا أو يتناقص ببطء؛
أما إذا كانت درجة حرارة المياه أعلى من درجة الغليان، فيزيد مستوى المياه بسرعة؛
أما إذا كانت درجة حرارة المياه تتغير من أقل من درجة الغليان لأعلى منها، فسيتغير مستوى المياه إلى التناقص بسرعة؛
وأخيرًا إذا كانت درجة حرارة المياه فوق درجة الغليان لفترة محددة من الزمن، فسينخفض مستوى المياه أو يصبح صفرًا

## الاستخدامات
تسمح التقنيات التي تم تطويرها للتفكير النوعي بمحاكاة الأنظمة الكمية التي تخضع لقيود متعددة في شكل من أشكال عدم المساواة وكذلك المساواة. والتي يمكن أن تسمح بمحاكاة أنظمة هامة معينة، مثل الأنظمة الإيكولوجية التي قد تكون عملية نمذجتها معقدة للغاية. ويوفر التفكير (المنطق) النوعي طريقة للنمذجة مع التفاوت الكمي بالإضافة إلى الصفات.
وتشمل مجالات التطبيق الناجح التحكم في العمليات والتحقق من النظام والشرح  والدعم المستقل لمركبات الفضاء وتحليل الفشل وفحص أنظمة المركبات وهي تعمل، فضلاً عن التوليد الآلي لبرامج التحكم في آلات التصوير والتقاط المعرفة المفاهيمية في علم البيئة والمساعدات الذكية لتعلم الإنسان.

## وصلات خارجية
- Qualitative Reasoning and Modelling (QRM) portal of the University of Amsterdam